# 마이클 조던: 더 라스트 댄스
《마이클 조던: 더 라스트 댄스》(The Last Dance)는 ESPN 필름과 넷플릭스가 공동 제작한 2020년 미국의 스포츠 다큐멘터리 미니시리즈이다. 제이슨 헤어가 감독을 맡았으며 마이클 조던의 경력, 특히 시카고 불스에서의 마지막 시즌인 1997-98 시즌에 초점을 맞춘 시리즈이다. 시리즈는 불스에 대한 전례없는 권한을 부여받은 제작진의 독점 영상 뿐만 아니라 조던과 스코티 피펜, 데니스 로드맨, 필 잭슨 등 여러 NBA 유명인사들의 인터뷰로 구성되어 있다.
미국에서는 ESPN을 통하여 2020년 4월 19일부터 5월 17일까지 방송되었으며, 그 외 국가에서는 넷플릭스를 통하여 미국 방영 후에 공개되고 있다. 시리즈는 특히 감독과 편집을 중심으로 호평을 받았다.

## 인터뷰
- 마이클 조던
- 스티브 커
- 필 잭슨
- 스코티 피펜
- 제리 라인스도프
- 데이비드 알드리지
- 데니스 로드맨
- B. J. 암스트롱
- 마크 밴실
- 레지 밀러
- 마이클 윌본
- 안드레아 크레머
- 존 팩슨
- 샘 스미스
- 호레이스 그랜트 : 첫 쓰리핏 우승 멤버, 마이클 조던 1차 은퇴 이후 올랜도 매직으로 이적
- 릭 텔란더
- 아마드 라샤드

## 에피소드
| 번호 | 제목         | 감독        | 본 방송 날짜    | 미국 시청자 수 (100만) |
| --- | ------------ | ----------- | --------------- | ---------------------- |
| 1 | "에피소드 I" | 제이슨 헤어 | 2020년 4월 19일 | 5.73                   |
| 마이클 조던의 대학 시절과 NBA 신입 시절을 되돌아 본다. 불스는 단장 제리 크라우스와의 갈등 속에서 프리시즌 국제 친선경기를 위해 파리로 떠난다. |              |             |                 |                        |